# Aanval op Nakhla
De Aanval op Nakhla (Arabisch: سرِيَّة نَخْلَة) was een aanval uitgevoerd door metgezellen van Mohammed die geldt als de eerste succesvolle aanval op de Mekkanen. De aanval was ongepland aangezien de metgezellen de opdracht hadden gekregen een groep Qoeraisj te bespioneren.
In de maand Rajab AH 2 (oktober 623) stuurde Mohammed een groepje van acht emigranten onder leiding van Abdullah ibn Jahsh met een brief op pad. Hij gaf ze het bevel deze brief pas na twee dagen reizen te openen. Rajab was een heilige maand waarin het verboden was oorlog te voeren. Toen Abdullah de brief opende, las hij dat hij werd bevolen naar Nakhla te reizen om erachter te komen waar de Qoeraisj zich mee bezig hielden. Toen de metgezellen de handelskaravaan van de Qoeraisj tegenkwamen, aarzelden ze hen aan te vallen. Een van de metgezellen had zijn haar geschoren waardoor de Qoeraisj de indruk kregen dat de groep uit pelgrims bestond. De metgezellen redeneerden dat de karavaan in veiligheid zou komen als ze nu niks deden. Aldus besloten ze over te gaan tot een aanval. Bij deze aanval werd één Mekkaan gedood en twee Mekkanen gevangengenomen. Eén Mekkaan wist te vluchten. De karavaan werd inclusief de twee gevangenen naar Medina gebracht. Mohammed ontkende dat hij de metgezellen had bevolen te vechten in de heilige maand en weigerde zijn deel van de buit op te eisen.
Vervolgens zou soera De Koe 217 zijn geopenbaard waarin de aanval gerechtvaardigd werd. In de vertaling van J.H. Kramers luidt het eerste deel van deze aya als volgt.
Zij vragen jou over de heilige maand, over het strijden erin. Zeg: "Erin te strijden is een ernstige zaak, maar het versperren van Gods weg, het niet in Hem en de heilige moskee geloven en het verdrijven van de mensen die erbij horen gelden bij Allah als ernstiger. Verzoeking is ernstiger dan te doden.
Hierna werd de buit verdeeld. Zoals gebruikelijk kreeg Mohammed hiervan een vijfde deel (khumus). De gevangenen werden vrijgelaten nadat er losgeld was betaald door de Qoeraisj.